# Esgrima nos Jogos Pan-Americanos de 1959
As competições de esgrima nos Jogos Pan-Americanos de 1959 foram realizadas em Chicago, Estados Unidos. Esta foi a terceira edição do esporte nos Jogos Pan-Americanos.

## Masculino
| Evento                       | Ouro | Prata | Bronze |        |        |        |
| Espada                       | Espada | Espada | Espada | Espada | Espada | Espada |
| ---------------------------- | --- | --- | --- | ------ | ------ | ------ |
| Espada individual detalhes   | Roland Wommack (USA) | Michael D'Asaro (USA) | Alberto Balestrini (ARG)                                                                                                |        |        |        |
| Espada por equipes detalhes  | Estados Unidos · Richard Berry · Michael D'Asaro · Howard Fried · Henry Kolowrat · Paul Levy · Roland Wommack           | Cuba · Eduardo Alvarez · Roberto Jordan · Roberto Mañalich · Miguel Olivella · José Pereda · Roberto García                | Argentina · Arturo Acuña · Alberto Balestrini · Floro Díaz Armesto · Mauricio Muñoz · Francisco Serp · Carlos Velázquez |        |        |        |
| Florete                      | | | |        |        |        |
| Florete individual detalhes  | Harold Goldsmith (USA)                                                                                                  | Albert Axelrod (USA) | Joseph Paletta (USA) |        |        |        |
| Florete por equipes detalhes | Estados Unidos · Joseph Paletta · Albert Axelrod · Gene Glazer · Harold Goldsmith · Edwin Richards · Lawrence Silverman | Venezuela · Óscar Cabrera · Antonio Gómez · Freddy Quintero · Jesús Gruber                                                 | Canadá · John Andru · Robert Foxcroft · Carl Schwende · Abbey Silverstone · Joseph Vida · Jack Dalton                   |        |        |        |
| Sabre                        | | | |        |        |        |
| Sabre individual detalhes    | Allan Kwartler (USA) | Walter Farber (USA) | Teodoro Goliardi (URU)                                                                                                  |        |        |        |
| Sabre por equipes detalhes   | Estados Unidos · Walter Farber · William Goering · Allan Kwartler · Tibor Nyilas · George Worth · Robert Blum           | Argentina · Gustavo Vassallo · Agustín Irusta · Albino Agüero · José Casanova Celesia · Carlos Velázquez · Rafael González | Canadá · John Andru · Joseph Vida · Paul Szabocsy · Carl Schwende                                                       |        |        |        |

### Feminino
| Evento                       | Ouro                                                             | Prata                                                        | Bronze                                                 |
| ---------------------------- | ---------------------------------------------------------------- | ------------------------------------------------------------ | ------------------------------------------------------ |
| Florete individual detalhes  | Pilar Roldán (MEX)                                               | Maxine Mitchell (USA)                                        | Stella Espino (PAN)                                    |
| Florete por equipes detalhes | Estados Unidos · Harriet King · Maxine Mitchell · Vivienne Sokol | Panamá · Marlene Worthington · Lilia Lombana · Stella Espino | Venezuela · Rosa Navarro · Ingrid Sander · Belkis Leal |

## Quadro de medalhas
| Ordem | País               | Medalha de ouro | Medalha de prata | Medalha de bronze |    |
| ----- | ------------------ | --------------- | ---------------- | ----------------- | -- |
| 1     | USA Estados Unidos | 7               | 4                | 1                 | 12 |
| 2     | MEX México         | 1               |                  |                   | 1  |
| 3     | ARG Argentina      |                 | 1                | 2                 | 3  |
| 4     | PAN Panamá         |                 | 1                | 1                 | 2  |
|       | VEN Venezuela      |                 | 1                | 1                 | 2  |
| 5     | CUB Cuba           |                 | 1                |                   | 1  |
| 6     | CAN Canadá         |                 |                  | 2                 | 2  |
| 7     | URU Uruguai        |                 |                  | 1                 | 1  |
| TOTAL | TOTAL              | 8               | 8                | 8                 | 21 |